# Curd Jürgens
Curd Gustav Andreas Gottlieb Franz Jürgens (ur. 13 grudnia 1915 w Solln, Bawaria, zm. 18 czerwca 1982 w Wiedniu) – austriacki aktor teatralny i filmowy.

## Życiorys
Urodził się w Niemczech i tam zaczął pracować jako dziennikarz. Krytyczny stosunek do narodowego socjalizmu spowodował, że w 1944 został uwięziony w obozie koncentracyjnym za polityczną niepewność. Po wojnie zrzekł się obywatelstwa niemieckiego i przyjął austriackie.
Aktorem został dzięki swej pierwszej żonie – Louise Basler. Doświadczenie zdobywał na scenach Wiednia. Po wojnie grał żołnierzy w licznych filmach wojennych. Przełomową rolą okazał się występ w filmie Generał diabła (1955), po którym zagrał partnera Brigitte Bardot w słynnym filmie Rogera Vadima I Bóg stworzył kobietę (1956), a następnie wyjechał do Hollywood. Szybko został uznaną gwiazdą międzynarodową. Zagrał m.in. w filmie Szpieg, który mnie kochał, z cyklu filmów o Jamesie Bondzie, czy superprodukcji Najdłuższy dzień. Mimo iż zagrał w ponad 150 filmach, Jürgens uważał się przede wszystkim za aktora teatralnego, w teatrach wiedeńskich grał do samej śmierci.
W 1975 opublikował autobiografię „...und kein bißchen weise”.

## Życie prywatne
Był pięciokrotnie żonaty; z Louise „Lulu” Basler (od 15 czerwca 1937 do 8 sierpnia 1947), Judith Holzmeister (od 16 października 1947 do 1955), Evą Bartok (od 13 sierpnia 1955 do 1957), z którą miał córkę Deanę (ur. 1957), Simone Bicheron (od 14 września 1958 do 1977) i Margie Schmitz (od 21 marca 1978 aż do jego śmierci).
Zmarł 18 czerwca 1982 w Wiedniu na atak serca w wieku 66 lat. Pochowany na Cmentarzu Centralnym w Wiedniu.

## Wybrana filmografia
- 1952: 1 kwietnia 2000 (1. April 2000)
- 1955: Generał diabła (Des Teufel's General)
- 1955: Bohaterowie są zmęczeni (Les héros sont fatigués)
- 1956: I Bóg stworzył kobietę (Et Dieu... créa la femme)
- 1957: Podwodny wróg (The Enemy Below)
- 1958: Gospoda Szóstego Dobrodziejstwa (The Inn of the Sixth Happiness)
- 1959: Błękitny anioł (The Blue Angel)
- 1960: Wernher von Braun
- 1962: Najdłuższy dzień (The Longest Day)
- 1965: Lord Jim
- 1969: Bitwa o Anglię (Battle of Britain)
- 1972: Na wojnie, jak na wojnie (À la guerre comme à la guerre)
- 1974: Upadek Orłów (Fall of Eagles)
- 1977: Szpieg, który mnie kochał (The Spy Who Loved Me)
- 1981: Teheran 43